# 志和町志和東
志和町志和東（しわちょうしわひがし）とは、広島県東広島市の大字。全域で住居表示未実施である。

## 概要
志和地区南東部に位置しており、旧東志和村の一部に相当する。農地や森林が多い一方、近年では志和ICに近い南部を中心に工場の進出も進んでいる。
町名は生城山を境に、東側を志和東、西側を志和西としたことに由来する。

## 沿革
- 1889年（明治22年）4月1日 - 町村制施行。賀茂郡内村と志和東村が合併し、東志和村が発足する。志和東村は「志和東」として東志和村の大字となる[2][3]。
- 1955年（昭和30年）8月1日 - 西志和村、志和堀村、東志和村が合併し、志和町が発足。志和東は志和町の大字となる[2][3]。
- 1974年（昭和49年）4月20日 - 志和町が周辺3町と合併し、東広島市が発足。志和東は「志和町志和東」として東広島市の大字となる[2][4]。

## 交通

### 鉄道
町内に鉄道は通っていない。最寄り駅はJR山陽本線の八本松駅である。

### バス
芸陽バスが地区内を走る路線バスを運行している。
- 志和循環線：西条駅 - 八本松駅 - 志和地区内循環 - 八本松駅 - 西条駅

### 道路

#### 高速道路
山陽自動車道が南部を通るが、施設はない。

#### 主要地方道
- 広島県道46号東広島白木線

## 施設・名所など
- 東志和保育園
- 東広島市東志和地域センター
- 志和市民グラウンド
- 並滝寺
- 蛇追山古墳

## 学区
公立小・中学校に通学する場合、志和小学校および志和中学校に通学することになる。
かつては町内に東志和小学校があったが、2022年に西志和小学校と統合され、新たに志和小学校となっている。

## 世帯数・人口
2024年9月末での世帯数は556世帯、人口は1140人である。